# Aginna circumscripta
Aginna circumscripta là một loài bướm đêm trong họ Noctuidae.